# Protea heckmanniana
Protea heckmanniana är en tvåhjärtbladig växtart. Protea heckmanniana ingår i släktet Protea och familjen Proteaceae.

## Underarter
Arten delas in i följande underarter:
- P. h. angustifolia
- P. h. heckmanniana